# Leudal
Leudal (Limburgsk: 't Leudaal) er en kommune, beliggende i den sydlige provins Limburg i Nederlandene. Kommunens areal er på 164,87 km², og indbyggertallet er på 36.144 pr. 1. april 2016.

## Kernerne
Leudal Kommunen består af følgende landsbyer og bebyggelser.
| Nederlandsk | Limburgsk  | Inwonertal |
| ----------- | ---------- | ---------- |
| Heythuysen  | Heitse     | 6448       |
| Haelen      | Hale       | 4290       |
| Roggel      | Rogkel     | 4171       |
| Horn        | Häör       | 3883       |
| Neer        | Naer       | 3430       |
| Baexem      | Baoksem    | 2665       |
| Ittervoort  | Ittervoort | 1775       |
| Grathem     | Gratem     | 1670       |

| Nederlandsk | Limburgsk   | Inwonertal |
| ----------- | ----------- | ---------- |
| Ell         | Èl          | 1472       |
| Neeritter   | Itter       | 1317       |
| Kelpen-Oler | Kelpe-Oler  | 1168       |
| Hunsel      | Hunsel      | 969        |
| Buggenum    | Bögkeme     | 969        |
| Heibloem    | De Heibloom | 820        |
| Nunhem      | Nunem       | 666        |
| Haler       | Haalder     | 512        |
| Uffelse     | Öffelse     |            |

## Galleri
- Vandmølle Friedesse
- Horn Slot
- Horn, Mølle: de Hoop
- Ittervoort, Kirke: de Sint Margarethakerk
- Hunsel, Kirke: Sint Jacobuskerk
- Baexem, Mølle: Aurora
- Heythuysen, Mühle: de Sint Antoniusmolen
- Roggel, Kirke: Sint Petruskerk
- Nijken, Mølle: Sint Petrusmolen
- Gade i Horn